# Bộ Gừng
Bộ Gừng (danh pháp khoa học: Zingiberales) là một bộ thực vật có hoa bao gồm nhiều loài thực vật tương tự nhau như gừng, đậu khấu, nghệ, cũng như chuối và hoàng tinh.

## Phân loại

### APG II
Trong hệ thống APG III năm 2009 (không thay đổi so với hệ thống APG II năm 2003) người ta đặt bộ này trong nhóm thài lài (commelinids), mà nó lại được đưa vào trong lớp thực vật một lá mầm, cũng như coi nó có chứa 8 họ với 92 chi và khoảng 2.111 loài như sau:
- Zingiberaceae - Họ Gừng

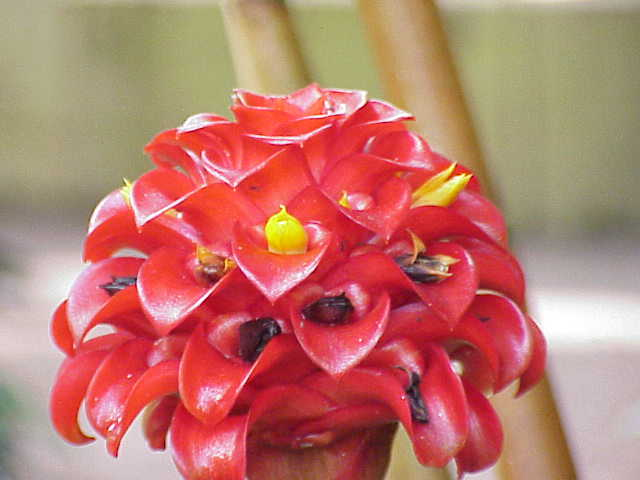
Tapeinochilos ananassae

- Cannaceae - Họ Chuối hoa hay họ Dong riềng
- Costaceae - Họ Mía dò
- Heliconiaceae - Họ Chuối pháo
- Lowiaceae- Họ Chuối hoa lan
- Marantaceae - Họ Dong
- Musaceae - Họ Chuối
- Strelitziaceae - Họ Hoa chim thiên đường hay chuối rẻ quạt

### Hệ thống Cronquist
Trong hệ thống Cronquist năm 1981 thì bộ này chứa cùng tám họ như trên đây, nhưng bộ này được coi như là thuộc về phân lớp Gừng (Zingiberidae), mà phân lớp này lại thuộc về lớp thực vật một lá mầm (Liliopsida). Phân lớp Gừng này còn chứa cả bộ Dứa (Bromeliales), bao gồm (tại đó) một họ duy nhất là họ Dứa (Bromeliaceae), một họ mà APG II đưa vào trong bộ Hòa thảo (Poales).

## Phát sinh chủng loài
Cây phát sinh chủng loài của bộ Gừng so với các bộ thực vật một lá mầm khác trong nhánh Thài lài lấy theo APG III.
|  | Poales                                                        |
|  |                                                               |
|  | \| \| Commelinales \| \| \| \| \| \| Zingiberales \| \| \| \| |
|  |                                                               |
|  | Commelinales                                                  |
|  |                                                               |
|  | Zingiberales                                                  |
|  |                                                               |

|  | Commelinales |
|  |              |
|  | Zingiberales |
|  |              |

|  | Poales                                                        |
|  |                                                               |
|  | \| \| Commelinales \| \| \| \| \| \| Zingiberales \| \| \| \| |
|  |                                                               |
|  | Commelinales                                                  |
|  |                                                               |
|  | Zingiberales                                                  |
|  |                                                               |

|  | Commelinales |
|  |              |
|  | Zingiberales |
|  |              |

Nhóm thân cây trong phát sinh loài của bộ Gừng có niên đại vào khoảng 114 triệu năm trước, sự phân kì trong nhóm vào khoảng 88 Ma (Janssen & Bremer 2004); các số liệu trong Bremer 2000 là 84 và 62 Ma và trong Wikström và ctv. (2001) là 81-73/62-38 Ma. Tuy nhiên, Kress và Specht (2005) lại cho rằng nhóm chỏm cây có lẽ có niên đại sớm hơn, tới 158 Ma (127-121 Ma trong Kress & Specht 2006), nhóm chỏm cây rẽ ra vào khoảng 95 Ma (144-106 Ma trong Kress & Specht 2005, 2006); các họ ngoài nhóm Cannaceae và Marantaceae đã rẽ ra vào khoảng 60 Ma [trong Kress & Specht 2006 là 86-74 Ma]. Chi đã tuyệt chủng và không đặt vào họ nào (Spirematospermum) có các hóa thạch đã biết từ cuối kỷ Phấn Trắng.
Phát sinh loài trong bộ đã được nghiên cứu nhiều, nhưng nhiều mối quan hệ ở một mức độ nhất định vẫn còn chưa rõ ràng. Cây phát sinh loài ở đây dựa trên 2 gen + hình thái học cây các xấp xỉ kế tiếp của Kress (1990, 1995), Kress và ctv. (2001)) cũng như của Wikström và ctv. (2001: 3 gen, Musaceae [Heliconiacaeae [[Lowiaceae + Strelitziaceae] [phần còn lại]]]), Andersson và Chase (2001: Costaceae và Zingiberaceae dường như không là các đơn vị phân loại chị-em) cùng Janssen và Bremer (2004). Musaceae được hỗ trợ yếu (chỉ trên 50% một chút) như là nhóm chị-em với phần còn lại trong bộ trong cây phát sinh loài của Kress và ctv. (2001), và tốt hơn một chút, nhưng chưa đủ tốt (78%) hỗ trợ như là thành viên của nhánh {[Lowiaceae + Strelitziaceae], Heliconiaceae, Musaceae} trong Givnish và ctv. (2006: 1 gen). Thậm chí mối quan hệ {[Costaceae + Zingiberaceae] [Marantaceae + Cannaceae]} cũng không được tìm thấy trong một số phân tích (như Davis và ctv. 2004, nhưng các giá trị hỗ trợ nói chung là rất thấp; Soltis và ctv. 2007). Johansen (2005), xem xét 6 khu vực DNA (thể hạt, nhân), gần đây gợi ý rằng Lowiaceae và Strelitziaceae là các nhóm chị em kế tiếp với phần còn lại của bộ Zingiberales, điều này có thể làm cho việc tái tạo lại các đặc trưng tiến hóa của hoa là mơ hồ.
Cây phát sinh chủng loài trong nội bộ bộ Gừng lấy theo APG III.
|  | Strelitziaceae |
|  |                |
|  | Lowiaceae      |
|  |                |

|  | Cannaceae   |
|  |             |
|  | Marantaceae |
|  |             |

|  | Zingiberaceae |
|  |               |
|  | Costaceae     |
|  |               |

|  | Cannaceae   |
|  |             |
|  | Marantaceae |
|  |             |

|  | Zingiberaceae |
|  |               |
|  | Costaceae     |
|  |               |

|  | Strelitziaceae |
|  |                |
|  | Lowiaceae      |
|  |                |

|  | Cannaceae   |
|  |             |
|  | Marantaceae |
|  |             |

|  | Zingiberaceae |
|  |               |
|  | Costaceae     |
|  |               |

|  | Cannaceae   |
|  |             |
|  | Marantaceae |
|  |             |

|  | Zingiberaceae |
|  |               |
|  | Costaceae     |
|  |               |

Phát sinh chủng loài của Zingiberales theo Sass et al (2016)

|  | Zingiberaceae |
|  |               |
|  | Costaceae     |
|  |               |

|  | Cannaceae   |
|  |             |
|  | Marantaceae |
|  |             |

|  | Zingiberaceae |
|  |               |
|  | Costaceae     |
|  |               |

|  | Cannaceae   |
|  |             |
|  | Marantaceae |
|  |             |

| Strelitziineae | \| \| Lowiaceae \| \| \| \| \| \| Strelitziaceae \| \| \| \| |
|                | \| \| Lowiaceae \| \| \| \| \| \| Strelitziaceae \| \| \| \| |
|                | Heliconiaceae                                                |
|                |                                                              |
|                | Lowiaceae                                                    |
|                |                                                              |
|                | Strelitziaceae                                               |
|                |                                                              |

|  | Lowiaceae      |
|  |                |
|  | Strelitziaceae |
|  |                |

|  | Zingiberaceae |
|  |               |
|  | Costaceae     |
|  |               |

|  | Cannaceae   |
|  |             |
|  | Marantaceae |
|  |             |

|  | Zingiberaceae |
|  |               |
|  | Costaceae     |
|  |               |

|  | Cannaceae   |
|  |             |
|  | Marantaceae |
|  |             |

| Strelitziineae | \| \| Lowiaceae \| \| \| \| \| \| Strelitziaceae \| \| \| \| |
|                | \| \| Lowiaceae \| \| \| \| \| \| Strelitziaceae \| \| \| \| |
|                | Heliconiaceae                                                |
|                |                                                              |
|                | Lowiaceae                                                    |
|                |                                                              |
|                | Strelitziaceae                                               |
|                |                                                              |

|  | Lowiaceae      |
|  |                |
|  | Strelitziaceae |
|  |                |

|  | Zingiberaceae |
|  |               |
|  | Costaceae     |
|  |               |

|  | Cannaceae   |
|  |             |
|  | Marantaceae |
|  |             |

|  | Zingiberaceae |
|  |               |
|  | Costaceae     |
|  |               |

|  | Cannaceae   |
|  |             |
|  | Marantaceae |
|  |             |

| Strelitziineae | \| \| Lowiaceae \| \| \| \| \| \| Strelitziaceae \| \| \| \| |
|                | \| \| Lowiaceae \| \| \| \| \| \| Strelitziaceae \| \| \| \| |
|                | Heliconiaceae                                                |
|                |                                                              |
|                | Lowiaceae                                                    |
|                |                                                              |
|                | Strelitziaceae                                               |
|                |                                                              |

|  | Lowiaceae      |
|  |                |
|  | Strelitziaceae |
|  |                |

|  | Zingiberaceae |
|  |               |
|  | Costaceae     |
|  |               |

|  | Cannaceae   |
|  |             |
|  | Marantaceae |
|  |             |

|  | Zingiberaceae |
|  |               |
|  | Costaceae     |
|  |               |

|  | Cannaceae   |
|  |             |
|  | Marantaceae |
|  |             |

| Strelitziineae | \| \| Lowiaceae \| \| \| \| \| \| Strelitziaceae \| \| \| \| |
|                | \| \| Lowiaceae \| \| \| \| \| \| Strelitziaceae \| \| \| \| |
|                | Heliconiaceae                                                |
|                |                                                              |
|                | Lowiaceae                                                    |
|                |                                                              |
|                | Strelitziaceae                                               |
|                |                                                              |

|  | Lowiaceae      |
|  |                |
|  | Strelitziaceae |
|  |                |

|  | Musaceae |
|  |          |

|  | Zingiberaceae |
|  |               |
|  | Costaceae     |
|  |               |

|  | Cannaceae   |
|  |             |
|  | Marantaceae |
|  |             |

|  | Zingiberaceae |
|  |               |
|  | Costaceae     |
|  |               |

|  | Cannaceae   |
|  |             |
|  | Marantaceae |
|  |             |

| Strelitziineae | \| \| Lowiaceae \| \| \| \| \| \| Strelitziaceae \| \| \| \| |
|                | \| \| Lowiaceae \| \| \| \| \| \| Strelitziaceae \| \| \| \| |
|                | Heliconiaceae                                                |
|                |                                                              |
|                | Lowiaceae                                                    |
|                |                                                              |
|                | Strelitziaceae                                               |
|                |                                                              |

|  | Lowiaceae      |
|  |                |
|  | Strelitziaceae |
|  |                |

|  | Zingiberaceae |
|  |               |
|  | Costaceae     |
|  |               |

|  | Cannaceae   |
|  |             |
|  | Marantaceae |
|  |             |

|  | Zingiberaceae |
|  |               |
|  | Costaceae     |
|  |               |

|  | Cannaceae   |
|  |             |
|  | Marantaceae |
|  |             |

| Strelitziineae | \| \| Lowiaceae \| \| \| \| \| \| Strelitziaceae \| \| \| \| |
|                | \| \| Lowiaceae \| \| \| \| \| \| Strelitziaceae \| \| \| \| |
|                | Heliconiaceae                                                |
|                |                                                              |
|                | Lowiaceae                                                    |
|                |                                                              |
|                | Strelitziaceae                                               |
|                |                                                              |

|  | Lowiaceae      |
|  |                |
|  | Strelitziaceae |
|  |                |

|  | Zingiberaceae |
|  |               |
|  | Costaceae     |
|  |               |

|  | Cannaceae   |
|  |             |
|  | Marantaceae |
|  |             |

|  | Zingiberaceae |
|  |               |
|  | Costaceae     |
|  |               |

|  | Cannaceae   |
|  |             |
|  | Marantaceae |
|  |             |

| Strelitziineae | \| \| Lowiaceae \| \| \| \| \| \| Strelitziaceae \| \| \| \| |
|                | \| \| Lowiaceae \| \| \| \| \| \| Strelitziaceae \| \| \| \| |
|                | Heliconiaceae                                                |
|                |                                                              |
|                | Lowiaceae                                                    |
|                |                                                              |
|                | Strelitziaceae                                               |
|                |                                                              |

|  | Lowiaceae      |
|  |                |
|  | Strelitziaceae |
|  |                |

|  | Zingiberaceae |
|  |               |
|  | Costaceae     |
|  |               |

|  | Cannaceae   |
|  |             |
|  | Marantaceae |
|  |             |

|  | Zingiberaceae |
|  |               |
|  | Costaceae     |
|  |               |

|  | Cannaceae   |
|  |             |
|  | Marantaceae |
|  |             |

| Strelitziineae | \| \| Lowiaceae \| \| \| \| \| \| Strelitziaceae \| \| \| \| |
|                | \| \| Lowiaceae \| \| \| \| \| \| Strelitziaceae \| \| \| \| |
|                | Heliconiaceae                                                |
|                |                                                              |
|                | Lowiaceae                                                    |
|                |                                                              |
|                | Strelitziaceae                                               |
|                |                                                              |

|  | Lowiaceae      |
|  |                |
|  | Strelitziaceae |
|  |                |

|  | Musaceae |
|  |          |